# Colonna di Washington

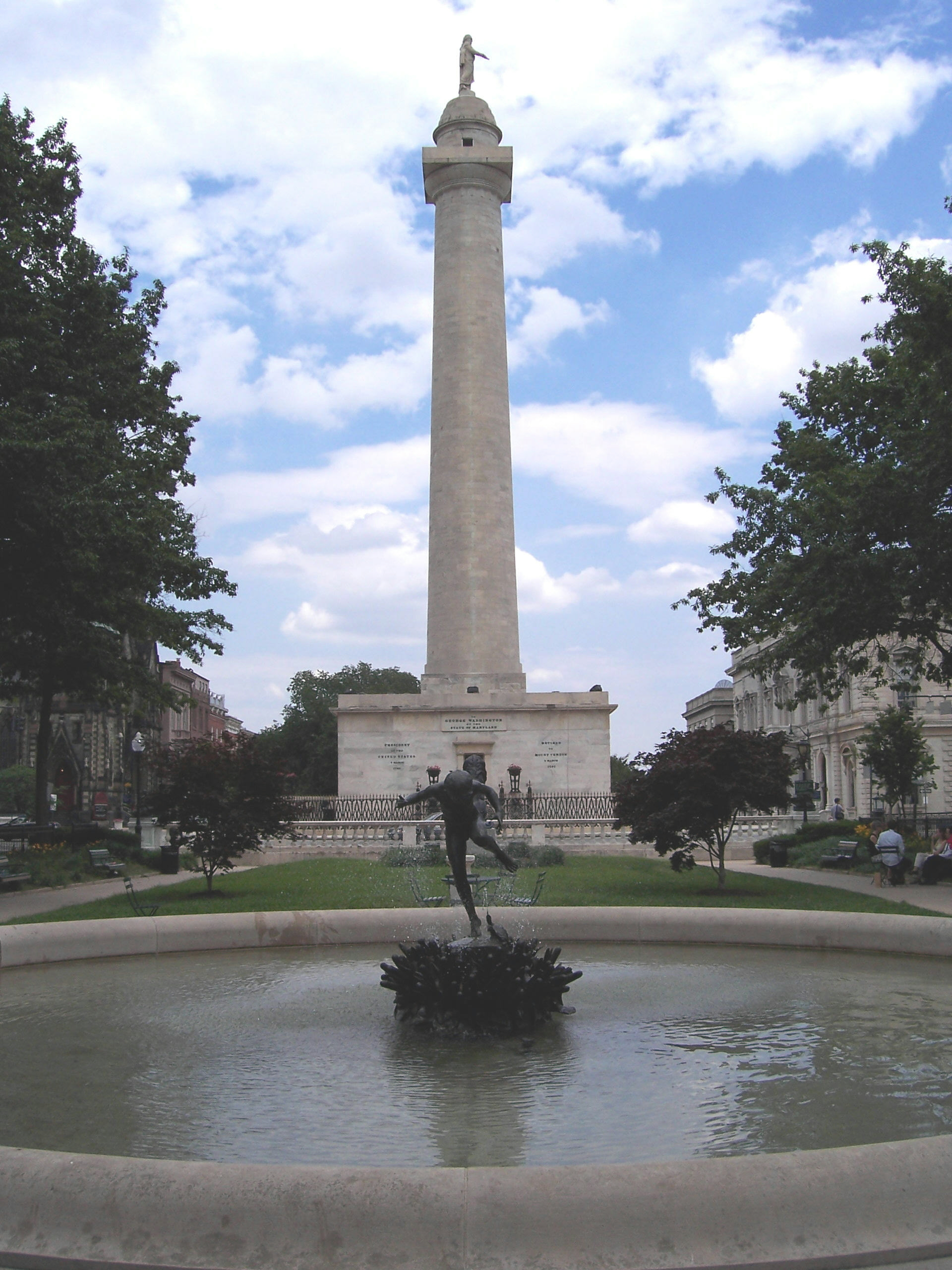
Colonna di Washington a Baltimora

La Colonna di Washington o Washington Monument è una monumentale colonna dorica situata a Baltimora, in Maryland.
Fu realizzata da Robert Mills, lo stesso progettista del colossale obelisco di Washington, tra il 1815 e il 1829.
È alta 54 metri e ospita un museo dedicato al presidente George Washington e alla costruzione dello stesso monumento, dal quale si gode una magnifica vista sui dintorni.